# Heidwiller
Heidwiller (en alsacià Haidwíller) és un municipi francès, situat a la regió del Gran Est, al departament de l'Alt Rin. L'any 1999 tenia 601 habitants.

## Demografia
| 1962 | 1968 | 1975 | 1982 | 1990 | 1999 |
| ---- | ---- | ---- | ---- | ---- | ---- |
| 309  | 321  | 426  | 493  | 531  | 601  |

## Administració
| Període   | Identitat        | Partit |
| --------- | ---------------- | ------ |
| 1977-1983 | Clément Hartmann |        |
| 1983-2001 | Gérard Goerig    |        |
| 2001-     | Jean Ley         |        |